# رشيد الزلامي
رشيد بن زيد بن مسيند الزلامي العالي الروقي العتيبي (1926 - 1436 هـ / 2014) شاعر نبطي وشاعر محاورة سعودي.

## سيرته
ولد الزلامي سنة 1926، وكان يقيم في مدينة الطائف. وله قصائد في الرد والرثاء فقد قام برثاء الشيخ عبد العزيز بن باز والألباني وابن عثيمين، وسجل بعض الأشرطة في سلسلة ياهل البادية، وحاور كثير من الشعراء فيما يسمى في القلطة أو الملعبة.

## أعماله الأدبية
كان الزلامي عضو لجنة تحكيم في برنامج شاعر المعنى الذي يقام في قناة الساحة من النسخة الأولى وحتى النسخة الرابعة، برفقة الشاعرين سلطان الهاجري وفيصل الرياحي في النسخة الأولى، والشاعرين محمد السناني وسلطان الهاجري في النسخ الثانية والثالثة والرابعة.

## الوفاة
توفي الزلامي يوم الاثنين 7 ربيع الأول 1436 هـ الموافق 29 ديسمبر 2014، عن عمر يناهز 88 عامًا في مستشفى الحرس الوطني بجدة، وكانت الوفاة بعد معاناة من التهاب رئوي حصل له قبل وفاته، دفن الزلامي في مكة المكرمة وحضر الآلاف من محبيه ومن وبعض الشخصيات البارزة في ميدان الشعر.

## وصلات خارجية
- لقاء مع رشيد الزلامي